# Nhà nước Alwar
Nhà nước Alwar (tiếng Anh: Alwar State; tiếng Hindi: अलवर राज्य) là một phiên vương quốc trên Tiểu lục địa Ấn Độ, với kinh đô là thành phố Alwar. Lãnh thổ của nó ngày nay tương đương với huyện Alwar thuộc bang Rajasthan, Ấn Độ. Nó được thành lập vào năm 1770 bởi Pratap Singh Prabhakar và người cai trị sử dụng tước hiệu Maharaja. Kể từ thế kỷ XIX, Alwar đã trở thành đất bảo hộ của Đế quốc Anh. Maharaja cuối cùng của nó là Sawai Tej Singh Naruka đã gia nhập Liên minh Ấn Độ vào ngày 7 tháng 4 năm 1949.
Một trong những nhà cai trị nổi tiếng nhất của Alwar chính là Jai Singh Prabhakar (1892 - 1937), ông được biết đến với giai thoại mua 6 chiếc xe sang hiệu Rolls Royce để làm xe chở rác vì nhân viên hãng này xem thường khi tiếp ông tại một showroom ở London.